# 張永明 (外交官)
张永明（1931年4月5日—1986年12月2日），中华人民共和国政治人物、外交官。1986年，接替王晋，担任中华人民共和国驻古巴大使，当年11月24日向卡斯特罗递交国书，但12月2日即在哈瓦那逝世，任期仅9天，驻古巴大使一职由汤永贵接任。